# 君のYELL
「君のYELL」（きみのエール）は、ゆいかおりの楽曲。同グループ5枚目のシングルとして2012年3月14日にキングレコードから発売された。

## 概要
前作「Shooting☆Smile」から約1年ぶりのリリースとなるシングル。サウンドプロデュースはElements Gardenが担当。
本曲はいわゆる応援ソングで、小倉曰く「きれいで心に響く曲」、石原曰く「包容力がある楽曲」で、レコーディング時も笑顔で歌う事に念頭を置いたという。レコーディングではお姉さん目線で歌っており、歌詞にも「ほら」という年上を彷彿とさせるフレーズが含まれている。このため石原は「大人になったゆいかおり」を感じたという。また、曲の途中で、いかにも曲の終わりを匂わせる箇所を挿入しているのも本作の特徴である。
PVは受験生役の石原が、小倉が務めるカフェに勉強をしに来る内容になっている。
シングルは初回限定盤（KICM-91385）と通常盤（KICM-1385）の2種リリースで、初回限定盤には「君のYELL」のPVを収録したDVDが同梱されている。また、オンラインゲーム『トイ・ウォーズ』のゲーム内アイテムチケット1枚が封入されている。
シングルのカップリング曲「圧倒的な GO!!」は、PS3用ソフト『圧倒的遊戯 ムゲンソウルズ』の主題歌に起用された楽曲で、自分の欲求を何も考えずに行いたいという意図が込められている。石原によれば「MAXに近いテンション」で、レコーディングも朝からのスケジュールだったため小倉と2人で相談したという。曲調は小倉曰く「ライブで盛り上がれそうな曲」となっている。

## 収録曲
| #         | タイトル                                                          | 作詞      | 作曲      | 編曲      | 時間  |
| --------- | ----------------------------------------------------------------- | --------- | --------- | --------- | ----- |
| 1.        | 「君のYELL」                                                      | 中山真斗  | 中山真斗  | 中山真斗  | 4:34  |
| 2.        | 「圧倒的な GO!!」(PS3用ソフト『圧倒的遊戯 ムゲンソウルズ』主題歌) | IzaZ      | OTOKAM    | OTOKAM    | 3:47  |
| 3.        | 「君のYELL（off vocal ver.）」                                    |           |           |           |       |
| 4.        | 「圧倒的な GO!!（off vocal ver.）」                               |           |           |           |       |
| 合計時間: | 合計時間:                                                         | 合計時間: | 合計時間: | 合計時間: | 22:06 |

| #  | タイトル                  | 作詞 | 作曲・編曲 |
| -- | ------------------------- | ---- | ---------- |
| 1. | 「君のYELL」(MUSIC VIDEO) |      |            |

## 収録アルバム
| 曲名          | アルバム  | 発売日         |
| ------------- | --------- | -------------- |
| 君のYELL      | 『Bunny』 | 2013年10月23日 |
| 圧倒的な GO!! | 『Bunny』 | 2013年10月23日 |